# Ттуджур (Гегаркуникская область)
Ттуджур (арм. Թթուջուր) — село в Гехаркуникской области Армении.

## География
Село расположено в северной части марза, на правом берегу реки Гетик, при автодороге , на расстоянии 79 километров к северо-востоку от города Гавар, административного центра области. Абсолютная высота — 1740 метров над уровнем моря.
Климат характеризуется как умеренно холодный, влажный (Dfb в классификации климатов Кёппена).

## Население
Численность постоянного населения по состоянию на 1 января 2024 года составляла 1015 человек.
| Год переписи | Население          | Население          | Население          | Население            | Население            | Население            |
| Год переписи | Наличное население | Наличное население | Наличное население | Постоянное население | Постоянное население | Постоянное население |
| Год переписи | Всего              | Мужчины            | Женщины            | Всего                | Мужчины              | Женщины              |
| ------------ | ------------------ | ------------------ | ------------------ | -------------------- | -------------------- | -------------------- |
| 2001         | 1054               | 512                | 542                | 1069                 | 533                  | 536                  |
| 2011         | 905                | 447                | 458                | 942                  | 474                  | 468                  |

| Год  | Численность | Численность |
| ---- | ----------- | ----------- |
| 1922 | 608         | [ 8 ]       |
| 1931 | 1012        | [ 8 ]       |
| 1939 | 910         | [ 8 ]       |
| 1959 | 1185        | [ 8 ]       |
| 1970 | 1247        | [ 8 ]       |
| 1979 | 1081        | [ 8 ]       |
| 1989 | 1197        | [ 8 ]       |
| 2001 | 1069        | [ 8 ]       |
| 2011 | 942         | [ 9 ]       |